# DanUp
DanUp é uma linha de bebidas lácteas fabricada pela Danone.
Os produtos da marca DanUp chegaram ao Brasil em 1983 e sempre foram vendidos como um alimento voltado para o público jovem. Em 1996, a marca chegou alcançar 21% do mercado de iogurtes no país.
Em 2014 a Danone re-lançou a marca com uma embalagem em copos estilo StarBucks de 300ml nos sabores Frutas vermelhas, limonada suiça e banana.